# Fényes Ösvény
A Fényes Ösvény (hivatalosan: Perui Kommunista Párt – Fényes Ösvény, PCP–SL) egy perui maoista szellemiségű terrorista szervezet. Abimael Guzmán Reynoso, az Ayacuchói egyetem filozófiaprofesszora (mozgalmi neve: Presidente Gonzalo) alapította 1969 és 1970 között egy másik radikális szervezetből, a PCP–BR-ből (Perui Kommunista Párt – Vörös Zászló) kiszakadva. A szervezet célja Peru politikai rendszerének megdöntése, és kommunista rendszer létrehozása osztályharc és fegyveres harc, „népi háború” által.

## Tevékenysége
Kezdetben az egyetemi ifjúság körében szerveződött a mozgalom, az 1970-es évek közepén sok perui egyetem diákönkormányzata került a befolyása alá. Az évtized végén viszont fokozatosan elveszítette támogatását az egyetemeken, így új forradalmi taktika kifejlesztését kezdte el: tagjai fegyveres kiképzésben részesültek a párt által létrehozott katonai iskolában.
1980-ban, mikor 1964 óta először írtak ki szabad választásokat Peruban, a Fényes Ösvény ennek bojkottjára szólította fel a lakosságot, ugyanakkor fegyveres gerillaharcot kezdett Ayacucho megyében. Az 1980-as évek során komoly területekre terjesztette ki ellenőrzését, és jelentős támogatottságot szerzett a parasztság körében. Ez utóbbit az is elősegítette, hogy a rendőri és katonai erők ellencsapásai rendkívül brutálisak voltak, rengeteg ártatlan ember halálát, meghurcoltatását okozták.

### Gerillaharc
A maoizmus doktrínáinak megfelelően a Fényes Ösvény először a vidéket, a falvakat, a parasztságot kívánta eszméinek megnyerni, forradalmasítani, majd ezt követően a városokban proletárforradalmat kirobbantani. Ideológusai úgy vélték, Peru társadalmi-gazdasági helyzete megfelel az 1930-as, '40-es évek kínai viszonyainak, tehát az ott alkalmazott receptek itt is használhatóak lesznek. De a mozgalom a gerillaharc szintjén nem lépett túl, nem szerveződött reguláris haderővé.
A Fényes Ösvény fegyveres akciói kezdetben olyan Andok-beli falvak intézményei, középületei, az államhatalmat képviselő személyei ellen irányultak, amelyek a fővárostól, a nagyobb városoktól távol estek. Később a városokra is kiterjedtek ezek az akciók, súlyos károkat okozva az infrastruktúrában, sok civil halálát okozva. Ugyanakkor politikusok, szakszervezeti emberek, rivális baloldali szervezetek aktivistái ellen is végrehajtottak merényleteket.
Az 1990-es évek elejére a Fényes Ösvény Peru középső és déli részének jelentős vidéki területeit ellenőrizte, sőt, Lima külvárosaiban is komoly erőkkel volt jelen. Ahogy növekedett a szervezet ereje, úgy került egyre inkább felszínre hatalmának totalitárius jellege, fokozódott azon belül vezetője, Guzmán személyi kultusza. A népi támogatást egyre inkább nyílt erőszakkal kényszerült a mozgalom kicsikarni, fenntartani. Ugyanakkor a Fényes Ösvény fegyveres konfliktusba keveredett Peru másik gerillamozgalmával, a Túpac Amaru Forradalmi Mozgalommal (MRTA), a legális baloldali pártokkal és a parasztok „önvédelmi csoportjaival”.

### Atrocitások
Ezek az önvédelmi csoportok, „rondák” valójában egyre inkább a kormány által megszervezett, kiképzett, felfegyverzett civil alakulatokká váltak, melyek tevékenységét az 1990-es évektől legalizálták. Miután Ayacucho megyében a kormány felfüggesztette az alkotmányos jogokat, a konfliktus egyre véresebb lett. A terület katonai erők, halálbrigádok (például Grupo Colina) akcióinak színterévé vált, mindennapossá vált (mindkét részről) a falusi lakosság megfélemlítése, gyakoriak voltak a tömeggyilkosságok, mészárlások (Barrios Altos, 1991; La Cantuta, 1992). A Fényes Ösvény és az ellene folytatott harc korszakáról elmondható, hogy ez a köztársaság amúgy is mozgalmas történelmének egyik legvéresebb fejezete.

### A mozgalom szétesése
1992 szeptemberében a perui rendőrség Limában elfogta Guzmánt és a mozgalom több vezetőjét. Ugyanebben az időben a Fényes Ösvény súlyos katonai kudarcokat szenvedett, elsősorban a rondáktól, a parasztok önvédelmi csoportjaitól. A vezetést Óscar Ramírez vette át, aki 1999-ben került a hatóságok kezére. Ezután a mozgalom szétforgácsolódott, a gerillatevékenység szórványossá vált, visszatért a viszonylagos béke.

## A név eredete
A mozgalom tagjai magukat sosem nevezték Fényes Ösvénynek, hanem a Perui Kommunista Pártnak (PCP) tekintették magukat. Az elnevezés onnan ered, hogy az 1960-as években a PCP személyi és ideológiai nézeteltérések miatt részekre szakadt, és mivel mindegyikük PCP-nek nevezte magát, ezeket a frakciókat az általuk kiadott újság címe alapján kezdték megkülönböztetni. A Guzmán által alapított mozgalom lapja a Fényes Ösvény címet viseli, utalva José Carlos Mariátegui, az eredeti PCP megalapítójának kijelentésére, miszerint „a marxizmus–leninizmus fényes ösvényt nyit a forradalomhoz”.

## Külső hivatkozások
- A Perui Kommunista Párt – Vörös Zászló honlapja, sok idézettel Guzmántól
- A U.S. Department of State listája a terrorista szervezetekről, 2004.